# Первенец (Оренбургская область)
Первенец — посёлок в Сакмарском районе Оренбургской области. Входит в состав Светлого сельсовета.

## История
В 1966 г. Указом Президиума ВС РСФСР поселок отделения № 2 совхоза «Оренбургский» переименован в Первенец.

## Население
| 2010 |
| ---- |
| 74   |